# Brock Motum
Brock Motum (Brisbane, Queensland; 16 de octubre de 1990) es un jugador de baloncesto australiano que pertenece a la plantilla del Levanga Hokkaido de la B.League. Mide 2,08 metros, y juega en la posición de ala-pívot.

## Trayectoria deportiva
Su primera temporada como profesional jugó en el Virtus Pallacanestro Bologna. Se formó en la  Universidad de Washington State (NCAA).
Motum jugó en 2014 en el Adelaide 36ers, donde tuvo una gran temporada con 17.5 puntos en 46.9% en tiros de tres puntos y 7.1 rebotes.
En agosto de 2015, firmó en el Zalgiris Kaunas, debutó en la Euroliga tras llegar a un acuerdo con el Zálgiris para el año siguiente, con opción a uno más. 
En junio de 2017, se comprometió con Efes Pilsen, firmando un contrato por dos años con el conjunto turco.
En julio de 2019 Motum fichó por el Valencia Basket por dos temporadas. Motum promedia 6.2 puntos y 1.5 rebotes en la EuroLeague, y 6.6 puntos y 2.0 rebotes en la liga Endesa, en la que sería su primera, y única, temporada en el Valencia Basket.
En agosto de 2020, firma por el Galatasaray de la Türkiye 1.
Comienza la temporada 2020-21 en las filas del Galatasaray, en el que promedia 14.7 puntos y 3.9 rebotes en TBL doméstica, y 15.0 puntos y 4.8 rebotes en la Basketball Champions League.
En mayo de 2021, firma por el Nanterre 92 de la Pro A francesa.
El 3 de septiembre de 2021, firma por el AS Mónaco Basket de la Pro A francesa.
El 16 de julio de 2022, firma por el Levanga Hokkaido de la B.League.